# Краснохвостая бронзовая кукушка
Краснохво́стая бро́нзовая куку́шка (лат. Chalcites basalis) — вид птиц подсемейства настоящих кукушек (Cuculinae) семейства кукушковых (Cuculidae).

## Размножение

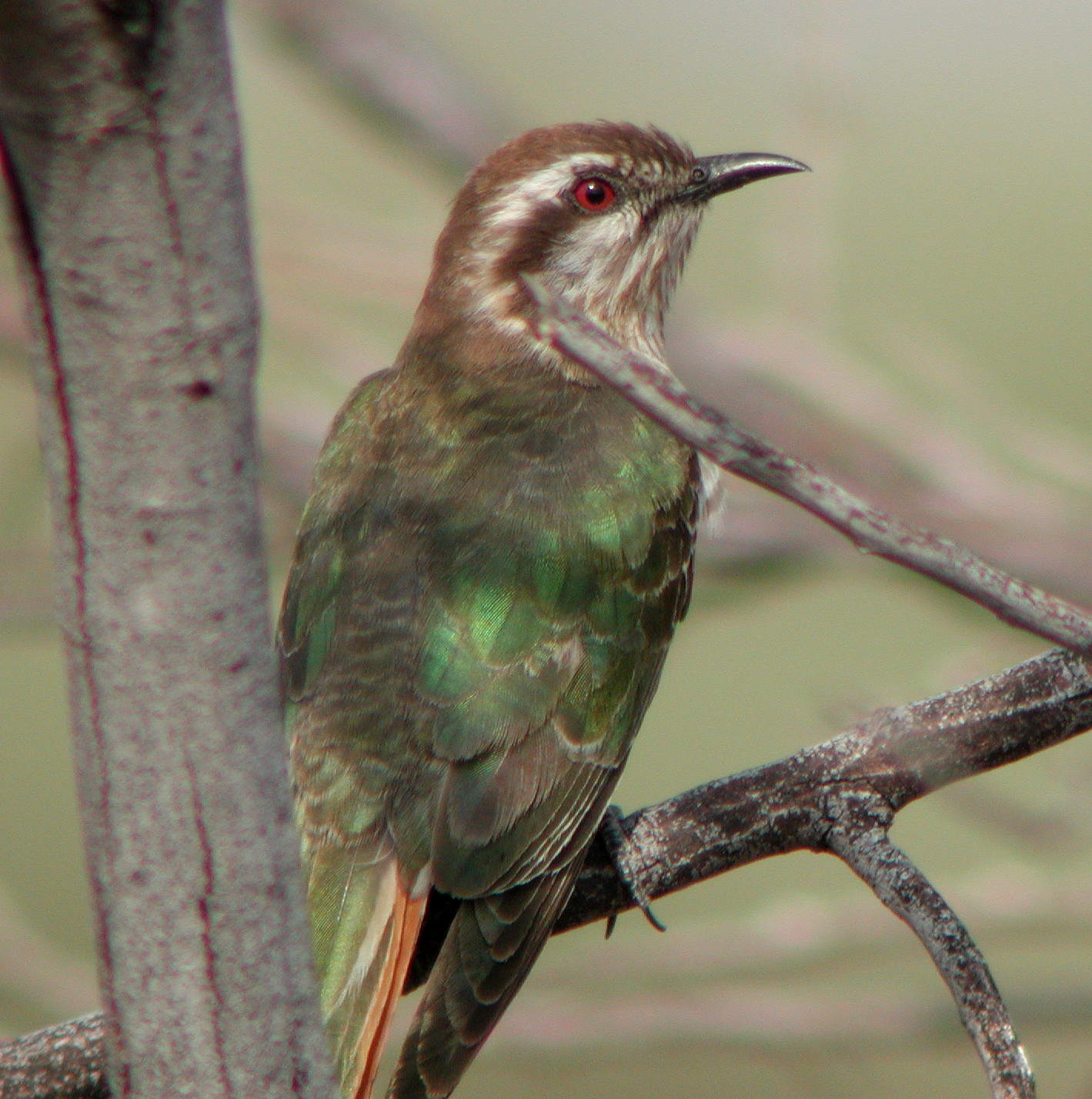
Краснохвостая бронзовая кукушка

Краснохвостая бронзовая кукушка образует моногамные пары в период размножения, их партнёрские отношения недолговечны, поскольку самка будет занимать территорию размножения только на несколько недель, затем её место займёт другая самка. Самки, покинувшие место размножения, могут перейти на другое место и продолжить размножение с другим самцом, образуя ещё одну связь на новой территории размножения.
Является гнездовым паразитом. Самка откладывает яйца в гнёзда других видов птиц, обычно того же самого вида, которые выкормили её, и птенцы копируют писк птенцов хозяев. Но если птенец окажется в гнезде птицы другого вида и ему не достаётся корм, то он пробует другие варианты писка и в течение нескольких дней начинает издавать подходящий звук. Подстройка диапазона частот заложена в кукушках на генетическом уровне.

## Питание и поведение
В основном краснохвостая бронзовая кукушка питается насекомыми, поэтому птица кочует по разным регионам Австралии для размножения и поиска пищи. В период размножения самцы и самки используют ритуал ухаживания — кормят друг друга.
Бронзовая кукушка известна как гнездовой паразит, это означает, что они откладывают яйца в гнезде хозяина. В основном паразитируют на птицах из рода Malurus. Задокументировано, что прекрасный расписной малюр (Malurus cyaneus) и блестящий расписной малюр (Malurus splendens) — это два основных вида, которые являются хозяевами краснохвостой бронзовой кукушки.
Могут также паразитировать на других мелких воробьинообразных. Считается, что самка выбирает своего хозяина посредством запоминания вида, от которого она была выращена, и в конечном итоге использует этот вид, чтобы вырастить свой выводок

## Распространение
Встречается в Австралии, Папуа — Новой Гвинее, Малайзии и Индонезии. Предпочитает сухие открытые леса вдали от лесных массивов.